# 夢実現21世紀会議
夢実現21世紀会議は2003年に発足した自由民主党内の議員団体。国民の「夢」を政策に反映させようと4つの委員会から成り立つ。自民党は「改党アクションプログラムの一つ」と表現している。議長は麻生太郎。
この会議について確認できる情報が2003年のものであり、現在活動しているか否かは不明である。4つの委員会からなる会議であるが、確認できる3つの委員会を以下に記載する。

## 自然にふれあう夢実現検討委員会
- 委員長：小渕優子[1]

## 教育環境の夢実現検討委員会
- 委員長：岩屋毅[3]

## 国づくりの夢実現検討委員会[4]
- 委員長：木村太郎
- 委員：金子恭之、福井照、野上浩太郎、松山政司
- 日韓トンネル研究会の高橋彦治・濱建介にヒアリング調査を行い[5]、日韓トンネル計画の政策提言を行う。

## 所属していた議員
- 水野賢一（委員・2010年に離党）
- 小西理（委員・2012年に落選）